# ガンバレ日本プロ野球!?
ガンバレ日本プロ野球!?（ガンバレにっぽんプロやきゅう）は、BS放送・J SPORTSで、プロ野球シーズンオフの平年11月から3月に放映されていた日本プロ野球をテーマにしたバラエティ番組である。2008年以降はハイビジョン制作。
2013年に一度終了し新番組（『BANZAI!野球好き』）がスタートするが、2018年から『ガンバレ日本プロ野球!?リターンズ』として5年振りに復活している。

## 概要

### ガンバレ日本プロ野球!?
- 2001年11月から開始。最初は討論番組、大塚が加わった2002年1月初回放送のゲスト・渡辺久信の回からMC形式となり2013年1月初回放送の最後のゲスト・中島裕之に至る。出演したゲストは合計で約200人。番組は基本的に各シーズン全8回で、そのうち6回はOB・選手をゲストに迎え、最後の2回は各球団の春季キャンプ巡りとなっているが、年によっては以下のように例外もある。
  - 2009年度は番組初のメジャーリーグキャンプ編（2回）と特別編（菊池雄星へのインタビュー、1回）が加わり全11回となった。さらに、DVDを宣伝するための15分番組も放送された。メジャーリーグキャンプ編の放送回では、番組スタート時にJ SPORTSの社長室で初の海外進出として、社長から直々に激励を受けている。飛行機が苦手という大塚は、渡米直前という事も有り、発言を噛んだり社長室を退室する際にドアをノックする等、いつも以上に言動に緊張感が見られた。
  - 2010年度はレギュラー放送終了後の2011年7月に東日本大震災被災者に対する応援企画として「東北訪問篇」が放送された。同企画では被災地の小学校を金村・大塚が訪れ地元のリトルリーグチームを対象に野球教室を行ったほか、現地に住む大塚の東北福祉大学時代の同級生らとの久々の再会の様子などが放送された。
- ゲスト選手はプロ野球の主力選手、中でも金村・大塚と関係が深い人物が多い。特に金本知憲は2013年時点で15回（ゲスト編9回・キャンプ編6回）の出演、レギュラー2人を除く最多出演となっている[1]。過去には日本人メジャーリーガー（松坂大輔、野茂英雄（引退後）など）も出演していたが、2010シーズンよりメジャーリーガーは「野球好きニュース マル秘メジャー」に出演するため、本番組には出演しなくなった。
- 収録は居酒屋・高級レストラン・スポーツバー・金石昭人の経営する店・大塚や松中信彦の自宅などあらゆる場所を舞台として酒を飲みながら行なわれる（ゲストが未成年の場合はインタビュー形式。また10-11シーズンの西村もスケジュールの関係でインタビュー形式）。この中には東北福祉大学硬式野球部で大塚や佐々木主浩と同期だった松本俊彦（通称「ニカウさん」、大阪市立桜宮高等学校OBでもあるため矢野燿大にとって高校・大学の1年先輩に当たる）経営のバーも登場し、松本もゲストとして番組に登場している[2][3]。お酒の宴とあってプロ野球の裏事情大暴露の様相を呈することから、発言にピー音がかぶせられることもある。このことから、ファンの人気はもちろん、球界関係者からの関心も高く、選手からは出演したい番組の一つに挙がっている。[4]
- 2004年からは、昭和42年（1967年）生まれのプロ野球選手で構成される「プロ野球42年会」とタイアップし年1回野球教室を開催しており、その模様もゲスト編の中で放送されていた。現在は放送はなくなっているが、タイアップは継続している。

- 一時期は口下手な大塚（大事なところで噛むことが多い。2010年度のオープニング映像では「野球界の天然児」「いつもカミカミ」と紹介された）をフォローするため、西武ライオンズの後輩である石井貴が準レギュラー的に出演していた。同じ球団出身の松坂大輔がゲストの際は、松坂・石井が二人で大塚をいじり倒すのが恒例だった。
- 2009年度の松井稼頭央が出演した放送回では、大塚が新幹線でロケ先へ向かう途中に財布を紛失し、金村から再三注意された。2010年度のオープニングCGでもこの点を「財布イップス」としてネタにされている。
- 2010-2011シーズンの中島裕之ゲストの回は大塚の自宅で収録し、大塚の妻・息子、金村の妻（収録日が結婚記念日だったため、サプライズゲストとして）も出演した。
- 現在までに幾度もJ SPORTSの各チャンネルで再放送されている。30分枠ということで、各種スポーツ中継後の余り時間等に放送されることも多々ある。特に金本知憲出演の回は、放送年度関係なく度々放送されている。
- 番組Tシャツを作成し、J SPORTSのオンラインショップで販売している。ゲスト出演した選手にもプレゼントしているが、微妙な反応をすることもある。中島裕之は気に入ったらしく、2010-2011シーズンキャンプ編でインタビューを受けた際に番組Tシャツを着ていた。
- この番組ではオリックスの宮古島キャンプ取材の際に見つけて以来、宮古島まもる君は「タイラさん」と呼ばれている。番組でタイラさんTシャツを作ったこともある。
- 司会の一人、大塚の2013年シーズンからの北海道日本ハムファイターズ外野守備走塁コーチ就任にともない、2013年2月の春季キャンプ巡りは金村のみで行なった。翌2013-2014シーズンからは番組をリニューアルし（『BANZAI!野球好き』）、正式に金村一人の番組となった。

### ガンバレ日本プロ野球!?リターンズ
- 2018-2019シーズンから『ガンバレ日本プロ野球!?リターンズ』として復活した[5]。金村のパートナーは金村とゲストに縁のある人物やフリーアナウンサーの市川いずみなどが回替わりで務めた。
- 2023-2024シーズンから、2023年1月に東北福祉大の監督を退任した大塚光二が番組復帰。10年ぶりに金村・大塚コンビの復活となった。
- 2024年3月、川崎宗則をゲストに迎え、栃木県の大平文化会館で公開収録が行われた。

## レギュラー
- MC：金村義明（2001年 - ）、大塚光二（2002年 - 2013年トーク編、2024年 - ）
- ナレーター：西岡明彦

## 放送リスト

### ガンバレ日本プロ野球!?
2008-2009シーズン
1. 野茂英雄
2. 宮本慎也（東京ヤクルトスワローズ）
3. プロ野球42年会
4. 中島裕之・涌井秀章（埼玉西武ライオンズ）
5. 金本知憲（阪神タイガース）
6. 松坂大輔（ボストン・レッドソックス）

2009-2010シーズン
1. 金本知憲（阪神タイガース）
2. 山崎武司（東北楽天ゴールデンイーグルス）
3. 中島裕之・涌井秀章（埼玉西武ライオンズ）
4. 松井稼頭央（ヒューストン・アストロズ）
5. 三浦大輔（横浜ベイスターズ）
6. 総集編
7. 菊池雄星（特別編）
8. キャンプ編（前編）
9. キャンプ編（後編）
10. メジャーリーグ キャンプ編（前編）
11. メジャーリーグ キャンプ編（後編）

2010-2011シーズン
1. 前田健太（広島東洋カープ）
2. 矢野燿大・金本知憲（阪神タイガース）
3. 西村徳文（千葉ロッテマリーンズ監督）
4. 長野久義（読売ジャイアンツ）
5. 中島裕之（埼玉西武ライオンズ）
6. 和田一浩（中日ドラゴンズ）
7. キャンプ編（前編）
8. キャンプ編（後編）

2011-2012シーズン
1. 中島裕之（埼玉西武ライオンズ）
2. 山﨑武司（中日ドラゴンズ）
3. 宮本慎也・畠山和洋（東京ヤクルトスワローズ）
4. 坂口智隆（オリックス・バファローズ）
5. 和田一浩・佐伯貴弘（中日ドラゴンズ）
6. 下柳剛（阪神タイガース）
7. キャンプ編（前編）
8. キャンプ編（後編）

2012-2013シーズン
1. 中畑清（横浜DeNAベイスターズ監督）
2. 山崎武司・小田幸平（中日ドラゴンズ）
3. 金本知憲（元阪神タイガース）
4. 金本知憲（同上）
5. 益田直也（千葉ロッテマリーンズ）
6. 中島裕之（オークランド・アスレチックス）
7. キャンプ編（前編）
8. キャンプ編（後編）

※所属球団は当時。

### ガンバレ日本プロ野球!?リターンズ
| 回     | タイトル（メインゲスト）     | ゲスト             | 備考           |
| 2018   | 2018                         | 2018               | 2018           |
| ------ | ---------------------------- | ------------------ | -------------- |
| 復活   | キャンプ編                   |                    |                |
| 18/19  |                              |                    |                |
| #1     | 松坂大輔編                   | 石井貴・デニー友利 | [ 6 ]          |
| #2     | 松井稼頭央編                 | 石井貴             | [ 7 ]          |
| #3     | 後藤武敏編                   | 石井貴・小池正晃   | [ 8 ]          |
| 総集   | 特選集                       |                    | [ 8 ]          |
| #4     | キャンプ前編                 |                    | [ 8 ]          |
| #4     | キャンプ後編                 |                    | [ 8 ]          |
| 19/20  |                              |                    |                |
| #1     | 則本昂大編                   | 礒部公一           |                |
| #2     | 小園海斗編                   | 高橋慶彦           |                |
| #3     | 高津臣吾編                   | ギャオス内藤       |                |
| #4     | キャンプ編                   |                    |                |
| 20/21  |                              |                    |                |
| 総集   | 爆笑名シーン集               |                    |                |
| #1     | 涌井秀章編                   |                    | リモート収録   |
| #2     | 大野雄大編                   |                    |                |
| #3     | 石原慶幸編                   |                    |                |
| #4     | 三浦大輔編                   |                    | セパレート収録 |
| #5     | 藤川球児編                   |                    |                |
| 21/22  |                              |                    |                |
| #1     | 菊池涼介編                   |                    | リモート収録   |
| #2     | 杉本裕太郎編                 | 市川いずみ         |                |
| #3     | 高津臣吾編                   | 市川いずみ         |                |
| 特別編 | 近鉄バファローズ藤井寺球場編 | 山崎慎太郎         |                |
| 特別編 | 阪急ブレーブス西宮球場編     | 福本豊・山田久志   |                |
| 特別編 | ロッテオリオンズ川崎球場編   | 袴田英利・初芝清   |                |
| 22/23  |                              |                    |                |
| #1     | 入江大生編                   | 市川いずみ         |                |
| #2     | 秋山翔吾・菊池涼介編         |                    |                |
| #3     | 福留孝介編                   | 市川いずみ         |                |
| 23/24  |                              |                    |                |
| #1     | 松田宣浩編                   |                    |                |
| #2     | 小園海斗編                   |                    |                |
| #3     | 今江敏晃編                   |                    |                |
| #4     | プロ野球キャンプ巡り編       |                    |                |
| 特別編 | 川﨑宗則編                   |                    | 公開収録       |
| 24/25  |                              |                    |                |
| #1     | T-岡田編                     |                    |                |
| #2     | 三浦大輔編                   |                    |                |
| #3     | 則本昂大編                   |                    |                |
| #4     | キャンプ編                   |                    |                |

## 地上波・DVD
地上波レギュラー放送
- 2009年2月28日から3月28日に北海道テレビ放送で毎週土曜日の11:20～11:45に放送されていた（地上デジタル放送はハイビジョン放送。「渡辺篤史の建もの探訪」の時差ネット打ち切りによるつなぎ番組扱い）。

地上波特番放送
- 2009年12月31日にtvk、三重テレビで放送。
- 2009年12月31日、2010年1月1日、2日にサンテレビで放送。

DVD
- ガンバレ日本プロ野球!? 金本知憲編〜こんなアニキはどうでしょう?〜　2009年10月23日発売。

## スタッフ・協力
- プロデューサー
  - 初代(2001-2011)：三木慎太郎（J SPORTS STADIUM兼任）
  - 2代目(2012)：中川猛史（J SPORTS STADIUM兼任）
- ディレクター　中川猛史 他
- 技術協力　八峯テレビ（通常）、EXPRESS（関西収録）、ナックビジュアル（沖縄春季キャンプ）

## 関連番組
- BANZAI!野球好き - 後継番組